# Sami (Central River Region)
Sami (Namensvarianten: Sinchu Baato, Sami Pachoki, Sami Wharf Town, Sami Koto oder Sami Kuta) ist eine Ortschaft im westafrikanischen Staat Gambia.
Nach einer Berechnung für das Jahr 2013 leben dort etwa 3040 Einwohner, das Ergebnis der letzten veröffentlichten Volkszählung von 1993 betrug 2291.

## Geographie
Sami liegt in der Central River Region im Distrikt Sami rund 0,5 Kilometer östlich der North Bank Road, und rund acht Kilometer südöstlich von Karantaba entfernt.